# Distretto rurale di Songea
Il distretto rurale di Songea è un distretto della Tanzania situato nella regione del Ruvuma. È suddiviso in 17 circoscrizioni (wards) e conta una popolazione di 173 821 abitanti (censimento 2012). 
Elenco delle circoscrizioni:
- Wino
- Ndongosi
- Matumbi
- Mpandangindo
- Gumbiro
- Mpitimbi
- Muhukuru
- Magagura
- Litisha
- Kilagano
- Maposeni
- Peramiho
- Mahanje
- Matimira
- Mtyangimbole
- Mkongotema
- Mbinga Mhalule